# Dunfermline Athletic Football Club
Il Dunfermline Athletic Football Club, meglio noto come Dunfermline, è una società calcistica scozzese con sede a Dunfermline, militante in Scottish Championship, secondo livello del calcio scozzese.
Nel suo palmarès ci sono due Scottish Cup, conquistate nel 1961 e nel 1968.

## Storia
Il club fu fondato nel 1885, dopo una scissione all'interno del Dunfermline Cricket Club, società che nel 1874 aveva istituito una prima sezione calcistica. Inizialmente squadra amatoriale, diventò professionista nel 1899, quando esordì in Scottish Cup.
Nel 1912 entrò a far parte dei campionati nazionali, disputando la Scottish Division Two. Durante la Prima Guerra Mondiale sospese la propria attività e tornò a giocare in Division Two a partire dal 1921. Vinse la seconda serie nel 1926 e fu dunque promosso in Scottish Division One, dove rimase due stagioni prima di retrocedere. Ebbe poi un’altra parentesi in massima serie tra le stagioni 1934-35 e 1936-37.
Alla ripresa dei campionati nel secondo dopoguerra, il Dunfermline partecipò di nuovo alla seconda serie. Nel 1950 perse la finale di Scottish League Cup contro l’East Fife (3-0). Riconquistò la Division One una prima volta nel 1955 e poi nel 1958, aprendo il periodo più lungo di militanza in massima serie. 
Gli anni sessanta furono i più prolifici per il Dunfermline: in Division One si classificò due volte al 3º posto (1964-65 e 1968-69) e tre volte al 4° (1961-62, 1965-66 e 1967-68). Inoltre vinse la Scottish Cup nel 1961 contro il Celtic (2-0, ebbe poi la rivincita nella finale del 1965), e nel 1968 contro gli Hearts (3-1). La vittoria della Coppa di Scozia permise al Dunfermline di disputare la Coppa delle Coppe 1968-1969: arrivò fino in semifinale, battendo tra le altre squadre anche gli inglesi del West Bromwich, ma a quel punto fu eliminato dallo Slovan Bratislava.
Dagli anni settanta i risultati iniziarono a declinare fino alla retrocessione nella stagione 1974-75. Il club trascorse il periodo successivo tra la First Division e la Second Division, diventate seconda e terza serie. Nel 1987 riuscì a salire in Premier Division, ma non la tenne a lungo né in quel caso né con le successive promozioni; soltanto dal 2000 si mantenne stabilmente in massima serie (nel frattempo diventata Scottish Premier League). 
Si classificò 4° nella stagione 2003-04 e nella stessa arrivò in finale di Scottish Cup, in cui fu sconfitto dal Celtic (1-3); poi disputò altre due finali nel 2006 (Coppa di Lega) e nel 2007 (ancora Coppa di Scozia), ma perse entrambe, sempre contro il Celtic. Sempre nel 2007 arrivò ultimo in campionato e retrocesse. Ritornò in SPL per la stagione 2011-12, ma si piazzò all’ultimo posto e ridiscese in First Division, dove dovette scontare una penalità di 15 punti per l'entrata in amministrazione controllata, tanto bastò per retrocedere ancora.
Relegato in Scottish League One, il Dunfermline ci rimase per tre stagioni, finché nel 2016 conseguì la promozione in Scottish Championship, dove è arrivato 5° nella stagione 2016-17 e 4° nella stagione 2017-18, eliminato poi a quarti di finale dei play-off dal Dundee United. In Championship 2018-19 si classifica al 7º posto; nel campionato successivo, interrotto per la pandemia di COVID-19, arriva 6º.
In Championship 2020-21 si piazza al quarto posto e accede al primo turno di play-off, dove viene eliminato dal Raith Rovers. Al contrario, nella stagione 2021-22 rimane in bassa classifica e, giunto al nono posto, accede agli spareggi promozione/retrocessione contro le piazzate della League One: la sconfitta al primo turno contro il Queen's Park sancisce la retrocessione.
Nel 2023 vince con ampio margine la League One e ritorna in Championship, dove si classifica sesto nella stagione successiva. 

## Stadio
Il Dunfermline gioca le proprie partite interne all'East End Park, stadio costruito nel 1885 e avente una capacità di 11.480 posti.

## Il Dunfermline nella cultura di massa
Heather Thomson, co-protagonista del romanzo breve Gli invitti (incluso nella raccolta Ecstasy) di Irvine Welsh vive a Dunfermline e rinfaccia al marito Hugh, con cui è in grave crisi coniugale, di aver rinnegato il suo tifo per la squadra locale fingendo di essere un sostenitore dei Rangers di Glasgow per compiacere un superiore al lavoro e conclude tra sé:
"È stata l'ultima goccia. Un uomo che cambia la donna lo si può perdonare, ma uno che cambia squadra...dimostra totale mancanza di carattere.
È uno che ha perso ogni senso di che cos'è importante nella vita. Non potrei mai stare con uno così."

## Palmarès

### Competizioni nazionali
- Coppa di Scozia: 2

1960-1961, 1967-1968
- Division One/Championship: 3

1988-1989, 1995-1996, 2010-2011
- Division Two/League One: 4

1925-1926, 1985-1986, 2015-2016, 2022-2023

### Competizioni giovanili
- Scottish Youth Cup: 1

1987-1988

### Altri piazzamenti
- Campionato scozzese:

Terzo posto: 1964-1965, 1968-1969
- Scottish Championship:

Secondo posto: 1912-1913, 1933-1934, 1954-1955, 1957-1958, 1972-1973, 1986-1987, 1993-1994, 1994-1995, 1999-2000
Terzo posto: 1932-1933, 1949-1950, 1992-1993, 2008-2009, 2009-2010
- Coppa di Scozia:

Finalista: 1964-1965, 2003-2004, 2006-2007
Semifinalista: 1963-1964, 1965-1966, 2008-2009
- Coppa di Lega scozzese:

Finalista: 1949-1950, 1991-1992, 2005-2006
Semifinalista: 1989-1990, 1996-1997, 1997-1998
- Scottish Challenge Cup:

Finalista: 2007-2008
Semifinalista: 1994-1995, 1995-1996, 2024-2025
- Scottish Second Division:

Secondo posto: 2013-2014
- Coppa delle Coppe:

Semifinalista: 1968-1969

## Statistiche e record

### Partecipazione ai campionati
| Livello | Categoria                 | Partecipazioni | Debutto   | Ultima stagione | Totale |
| ------- | ------------------------- | -------------- | --------- | --------------- | ------ |
| 1°      | Scottish Division One     | 23             | 1926-1927 | 1974-1975       | 38     |
| 1°      | Scottish Premier Division | 6              | 1987-1988 | 1997-1998       | 38     |
| 1°      | Scottish Premier League   | 9              | 1998-1999 | 2011-2012       | 38     |
| 2°      | Scottish Division Two     | 22             | 1912-1913 | 1972-1973       | 52     |
| 2°      | Scottish Division B       | 5              | 1946-1947 | 1950-1951       | 52     |
| 2°      | Scottish First Division   | 17             | 1975-1976 | 2012-2013       | 52     |
| 2°      | Scottish Championship     | 8              | 2016-2017 | 2024-2025       | 52     |
| 3°      | Scottish Second Division  | 6              | 1976-1977 | 1985-1986       | 10     |
| 3°      | Scottish League One       | 4              | 2013-2014 | 2022-2023       | 10     |

### Statistiche nelle competizioni UEFA
Tabella aggiornata alla fine della stagione 2020-2021.
| Competizione                  | Partecipazioni | G  | V  | N | P | RF | RS |
| ----------------------------- | -------------- | -- | -- | - | - | -- | -- |
| Coppa delle Coppe             | 2              | 14 | 7  | 2 | 5 | 34 | 14 |
| Coppa UEFA/UEFA Europa League | 2              | 4  | 0  | 2 | 2 | 4  | 6  |
| Coppa delle Fiere             | 5              | 28 | 16 | 3 | 9 | 49 | 33 |

### Record
- Maggior affluenza di pubblico: 27,816 vs Celtic, 1968
- Miglior vittoria in campionato: 11-2 vs. Stenhousemuir, 1930
- Peggior sconfitta in campionato: 10-0 vs. Dundee, 22 marzo 1947
- Peggior sconfitta in assoluto: 17-2 vs. Clackmannan, Midland League, 1891
- Record di presenze: Norrie McCathie, 576 (497 in campionato), 1981-1996
- Record di gol: Charles Dickson, 212 (154 in campionato), 1955-1964
- Acquisto più costoso: £540,000 al Girondins de Bordeaux per Istvan Kozma, 9 agosto 1989
- Acquisto più remunerativo: £650,000 dal Celtic per Jackie McNamara, 4 ottobre 1995

## Organico

### Rosa 2024-2025
Aggiornata al 2 dicembre 2024
| N. |                             | Ruolo | Calciatore          |
| -- | --------------------------- | ----- | ------------------- |
| 1  | Turchia (bandiera)          | P     | Deniz Mehmet        |
| 2  | Scozia (bandiera)           | D     | Aaron Comrie        |
| 3  | Scozia (bandiera)           | D     | Josh Edwards        |
| 4  | Scozia (bandiera)           | D     | Kyle Benedictus     |
| 5  | Scozia (bandiera)           | C     | Chris Hamilton      |
| 6  | Scozia (bandiera)           | D     | Ewan Otoo           |
| 7  | Inghilterra (bandiera)      | C     | Kane Ritchie-Hosler |
| 8  | Scozia (bandiera)           | C     | Joe Chalmers        |
| 9  | Scozia (bandiera)           | A     | Craig Wighton       |
| 10 | Scozia (bandiera)           | C     | Matty Todd          |
| 11 | Irlanda del Nord (bandiera) | A     | Lewis McCann        |
| 12 | Scozia (bandiera)           | D     | Rhys Breen          |
| 14 | Scozia (bandiera)           | A     | Alex Jakubiak       |
| 15 | Scozia (bandiera)           | D     | Sam Fisher          |
| 16 | Scozia (bandiera)           | C     | Ben Summers         |

| N. |                        | Ruolo | Calciatore               |
| -- | ---------------------- | ----- | ------------------------ |
| 17 | Scozia (bandiera)      | C     | Owen Moffat              |
| 18 | Scozia (bandiera)      | C     | Paul Allan               |
| 19 | Canada (bandiera)      | C     | David Wotherspoon        |
| 20 | Scozia (bandiera)      | A     | Chris Kane               |
| 22 | Inghilterra (bandiera) | C     | Craig Clay               |
| 23 | Scozia (bandiera)      | C     | Michael O'Halloran       |
| 24 | Scozia (bandiera)      | C     | Jake Rennie              |
| 25 | Scozia (bandiera)      | C     | Michael Beagley          |
| 27 | Scozia (bandiera)      | A     | Taylor Sutherland        |
| 28 | Scozia (bandiera)      | C     | Andy Tod                 |
| 33 | Inghilterra (bandiera) | D     | Xavier Benjamin          |
| 36 | Inghilterra (bandiera) | D     | Miles Welch-Hayes        |
| 44 | Kenya (bandiera)       | C     | Victor Wanyama           |
| 45 | Galles (bandiera)      | C     | Omar Taylor-Clarke       |
| 48 | Scozia (bandiera)      | D     | Jeremiah Chilokoa-Mullen |

### Rosa 2023-2024
Aggiornata al 19 marzo 2024
| N. |                             | Ruolo | Calciatore          |
| -- | --------------------------- | ----- | ------------------- |
| 1  | Turchia (bandiera)          | P     | Deniz Mehmet        |
| 2  | Scozia (bandiera)           | D     | Aaron Comrie        |
| 3  | Scozia (bandiera)           | D     | Josh Edwards        |
| 4  | Scozia (bandiera)           | D     | Kyle Benedictus     |
| 5  | Scozia (bandiera)           | C     | Chris Hamilton      |
| 6  | Scozia (bandiera)           | D     | Ewan Otoo           |
| 7  | Inghilterra (bandiera)      | C     | Kane Ritchie-Hosler |
| 8  | Scozia (bandiera)           | C     | Joe Chalmers        |
| 9  | Scozia (bandiera)           | A     | Craig Wighton       |
| 10 | Scozia (bandiera)           | C     | Matty Todd          |
| 11 | Irlanda del Nord (bandiera) | A     | Lewis McCann        |
| 12 | Scozia (bandiera)           | D     | Rhys Breen          |
| 14 | Scozia (bandiera)           | A     | Alex Jakubiak       |
| 15 | Scozia (bandiera)           | D     | Sam Fisher          |
| 16 | Scozia (bandiera)           | C     | Ben Summers         |

| N. |                        | Ruolo | Calciatore            |
| -- | ---------------------- | ----- | --------------------- |
| 17 | Scozia (bandiera)      | C     | Owen Moffat           |
| 18 | Scozia (bandiera)      | C     | Paul Allan            |
| 19 | Scozia (bandiera)      | D     | Miller Fenton         |
| 20 | Scozia (bandiera)      | A     | Chris Kane            |
| 22 | Inghilterra (bandiera) | A     | Bradley Holmes        |
| 23 | Scozia (bandiera)      | C     | Michael O'Halloran    |
| 24 | Scozia (bandiera)      | C     | Jake Rennie           |
| 25 | Scozia (bandiera)      | C     | Michael Beagley       |
| 27 | Scozia (bandiera)      | A     | Taylor Sutherland     |
| 28 | Scozia (bandiera)      | C     | Andy Tod              |
| 33 | Inghilterra (bandiera) | D     | Xavier Benjamin       |
| 36 | Inghilterra (bandiera) | D     | Miles Welch-Hayes     |
| 44 | Inghilterra (bandiera) | P     | Max Little            |
| 64 | Inghilterra (bandiera) | D     | Malachi Fagan-Walcott |

### Rosa 2022-2023
Aggiornata al 10 febbraio 2023
| N. |                             | Ruolo | Calciatore         |
| -- | --------------------------- | ----- | ------------------ |
| 1  | Galles (bandiera)           | P     | Owain Fôn Williams |
| 2  | Scozia (bandiera)           | D     | Aaron Comrie       |
| 3  | Scozia (bandiera)           | D     | Josh Edwards       |
| 4  | Scozia (bandiera)           | D     | Lewis Martin       |
| 5  | Scozia (bandiera)           | D     | Euan Murray        |
| 6  | Scozia (bandiera)           | D     | Kyle MacDonald     |
| 7  | Scozia (bandiera)           | A     | Kevin O'Hara       |
| 8  | Scozia (bandiera)           | C     | Kyle Turner        |
| 9  | Scozia (bandiera)           | A     | Craig Wighton      |
| 10 | Scozia (bandiera)           | A     | Declan McManus     |
| 11 | Scozia (bandiera)           | C     | Ryan Dow           |
| 13 | Lituania (bandiera)         | D     | Vytas Gašpuitis    |
| 14 | Irlanda del Nord (bandiera) | A     | Lewis McCann       |
| 15 | Scozia (bandiera)           | C     | Iain Wilson        |

| N. |                   | Ruolo | Calciatore       |
| -- | ----------------- | ----- | ---------------- |
| 16 | Scozia (bandiera) | D     | Steven Whittaker |
| 18 | Scozia (bandiera) | C     | Paul Allan       |
| 19 | Scozia (bandiera) | D     | Miller Fenton    |
| 20 | Scozia (bandiera) | P     | Cammy Gill       |
| 21 | Scozia (bandiera) | C     | Fraser Murray    |
| 22 | Scozia (bandiera) | D     | Lewis Mayo       |
| 23 | Scozia (bandiera) | C     | Dom Thomas       |
| 24 | Scozia (bandiera) | C     | Kerr McInroy     |
| 25 | Scozia (bandiera) | C     | Scott Banks      |
| 26 | Scozia (bandiera) | C     | Matty Todd       |
| 27 | Scozia (bandiera) | C     | Lucas Berry      |
| 30 | Scozia (bandiera) | P     | Ben Swinton      |
| 44 | Scozia (bandiera) | D     | Paul Watson      |

### Rosa 2021-2022
Aggiornata al 14 febbraio 2022
| N. |                             | Ruolo | Calciatore         |
| -- | --------------------------- | ----- | ------------------ |
| 1  | Galles (bandiera)           | P     | Owain Fôn Williams |
| 2  | Scozia (bandiera)           | D     | Aaron Comrie       |
| 3  | Scozia (bandiera)           | D     | Josh Edwards       |
| 4  | Scozia (bandiera)           | D     | Lewis Martin       |
| 5  | Scozia (bandiera)           | D     | Euan Murray        |
| 6  | Scozia (bandiera)           | D     | Kyle MacDonald     |
| 7  | Scozia (bandiera)           | A     | Kevin O'Hara       |
| 8  | Scozia (bandiera)           | C     | Kyle Turner        |
| 9  | Scozia (bandiera)           | A     | Craig Wighton      |
| 10 | Scozia (bandiera)           | A     | Declan McManus     |
| 11 | Scozia (bandiera)           | C     | Ryan Dow           |
| 13 | Lituania (bandiera)         | D     | Vytas Gašpuitis    |
| 14 | Irlanda del Nord (bandiera) | A     | Lewis McCann       |
| 15 | Scozia (bandiera)           | C     | Iain Wilson        |

| N. |                   | Ruolo | Calciatore       |
| -- | ----------------- | ----- | ---------------- |
| 16 | Scozia (bandiera) | D     | Steven Whittaker |
| 18 | Scozia (bandiera) | C     | Paul Allan       |
| 19 | Scozia (bandiera) | D     | Miller Fenton    |
| 20 | Scozia (bandiera) | P     | Cammy Gill       |
| 21 | Scozia (bandiera) | C     | Fraser Murray    |
| 22 | Scozia (bandiera) | D     | Lewis Mayo       |
| 23 | Scozia (bandiera) | C     | Dom Thomas       |
| 24 | Scozia (bandiera) | C     | Kerr McInroy     |
| 25 | Scozia (bandiera) | C     | Scott Banks      |
| 26 | Scozia (bandiera) | C     | Matty Todd       |
| 27 | Scozia (bandiera) | C     | Lucas Berry      |
| 30 | Scozia (bandiera) | P     | Ben Swinton      |
| 44 | Scozia (bandiera) | D     | Paul Watson      |

### Rosa 2020-2021
Aggiornata al 27 febbraio 2021
| N. |                             | Ruolo | Calciatore         |
| -- | --------------------------- | ----- | ------------------ |
| 1  | Galles (bandiera)           | P     | Owain Fôn Williams |
| 2  | Scozia (bandiera)           | D     | Aaron Comrie       |
| 3  | Scozia (bandiera)           | D     | Josh Edwards       |
| 4  | Scozia (bandiera)           | D     | Lewis Martin       |
| 5  | Scozia (bandiera)           | D     | Euan Murray        |
| 6  | Scozia (bandiera)           | D     | Kyle MacDonald     |
| 7  | Scozia (bandiera)           | A     | Kevin O'Hara       |
| 8  | Scozia (bandiera)           | C     | Kyle Turner        |
| 9  | Scozia (bandiera)           | A     | Craig Wighton      |
| 10 | Scozia (bandiera)           | A     | Declan McManus     |
| 11 | Scozia (bandiera)           | C     | Ryan Dow           |
| 13 | Lituania (bandiera)         | D     | Vytas Gašpuitis    |
| 14 | Irlanda del Nord (bandiera) | A     | Lewis McCann       |
| 15 | Scozia (bandiera)           | C     | Iain Wilson        |

| N. |                   | Ruolo | Calciatore       |
| -- | ----------------- | ----- | ---------------- |
| 16 | Scozia (bandiera) | D     | Steven Whittaker |
| 18 | Scozia (bandiera) | C     | Paul Allan       |
| 19 | Scozia (bandiera) | D     | Miller Fenton    |
| 20 | Scozia (bandiera) | P     | Cammy Gill       |
| 21 | Scozia (bandiera) | C     | Fraser Murray    |
| 22 | Scozia (bandiera) | D     | Lewis Mayo       |
| 23 | Scozia (bandiera) | C     | Dom Thomas       |
| 24 | Scozia (bandiera) | C     | Kerr McInroy     |
| 25 | Scozia (bandiera) | C     | Scott Banks      |
| 26 | Scozia (bandiera) | C     | Matty Todd       |
| 27 | Scozia (bandiera) | C     | Lucas Berry      |
| 30 | Scozia (bandiera) | P     | Ben Swinton      |
| 44 | Scozia (bandiera) | D     | Paul Watson      |

### Rosa 2019-2020
Aggiornata al 25 dicembre 2019
| N. |                        | Ruolo | Calciatore     |
| -- | ---------------------- | ----- | -------------- |
| 1  | Scozia (bandiera)      | P     | Ryan Scully    |
| 2  | Scozia (bandiera)      | D     | Aaron Comrie   |
| 3  | Scozia (bandiera)      | D     | Tom Lang       |
| 4  | Scozia (bandiera)      | D     | Lewis Martin   |
| 5  | Scozia (bandiera)      | D     | Euan Murray    |
| 6  | Scozia (bandiera)      | D     | Lee Ashcroft   |
| 7  | Scozia (bandiera)      | C     | Joe Thomson    |
| 8  | Australia (bandiera)   | C     | Tom Beadling   |
| 9  | Inghilterra (bandiera) | A     | Gabriel McGill |
| 10 | Scozia (bandiera)      | A     | Andy Ryan      |
| 11 | Scozia (bandiera)      | C     | Ryan Dow       |
| 12 | Scozia (bandiera)      | C     | Kyle Turner    |

| N. |                             | Ruolo | Calciatore       |
| -- | --------------------------- | ----- | ---------------- |
| 14 | Irlanda del Nord (bandiera) | D     | Daniel Devine    |
| 15 | Scozia (bandiera)           | A     | Kevin Nisbet     |
| 16 | Scozia (bandiera)           | D     | Stuart Morrison  |
| 19 | Inghilterra (bandiera)      | C     | Matty Bowman     |
| 20 | Scozia (bandiera)           | P     | Cammy Gill       |
| 21 | Irlanda del Nord (bandiera) | C     | Paul Paton       |
| 22 | Inghilterra (bandiera)      | C     | Josh Coley       |
| 23 | Scozia (bandiera)           | C     | Harry Cochrane   |
| 24 | Scozia (bandiera)           | D     | Josh Edwards     |
| 27 | Irlanda del Nord (bandiera) | C     | Lewis McCann     |
| 37 | Scozia (bandiera)           | C     | Anthony McDonald |
| 38 | Scozia (bandiera)           | C     | Greg Kiltie      |

### Rosa 2018-2019
Aggiornata al 31 gennaio 2019
| N. |                        | Ruolo | Calciatore          |
| -- | ---------------------- | ----- | ------------------- |
| 1  | Scozia (bandiera)      | P     | Sean Murdoch        |
| 2  | Scozia (bandiera)      | D     | Ryan Williamson     |
| 3  | Scozia (bandiera)      | D     | Jackson Longridge   |
| 4  | Scozia (bandiera)      | D     | Lewis Martin        |
| 5  | Scozia (bandiera)      | D     | Mark Durnan         |
| 6  | Scozia (bandiera)      | D     | Lee Ashcroft        |
| 7  | Inghilterra (bandiera) | C     | Kallum Higginbotham |
| 8  | Australia (bandiera)   | C     | Tom Beadling        |
| 9  | Scozia (bandiera)      | A     | Andy Ryan           |
| 10 | Scozia (bandiera)      | A     | Louis Longridge     |
| 11 | Scozia (bandiera)      | C     | Aidan Connolly      |

| N. |                             | Ruolo | Calciatore           |
| -- | --------------------------- | ----- | -------------------- |
| 12 | Francia (bandiera)          | C     | Malaury Martin       |
| 14 | Irlanda del Nord (bandiera) | D     | Daniel Devine        |
| 15 | Inghilterra (bandiera)      | C     | Miles Hippolyte      |
| 16 | Inghilterra (bandiera)      | P     | Lee Robinson         |
| 17 | Scozia (bandiera)           | C     | Joe Thomson          |
| 18 | Francia (bandiera)          | A     | Faissal El Bakhtaoui |
| 19 | Inghilterra (bandiera)      | C     | James Vincent        |
| 20 | Scozia (bandiera)           | P     | Cammy Gill           |
| 28 | Inghilterra (bandiera)      | C     | James Craigen        |
| 35 | Scozia (bandiera)           | C     | Ryan Blair           |
| 36 | Scozia (bandiera)           | A     | Robbie Muirhead      |

### Rosa 2017-2018
| N. |                             | Ruolo | Calciatore           |
| -- | --------------------------- | ----- | -------------------- |
| 1  | Scozia (bandiera)           | P     | Sean Murdoch         |
| 2  | Scozia (bandiera)           | D     | Ryan Williamson      |
| 3  | Scozia (bandiera)           | D     | Lewis Martin         |
| 4  | Francia (bandiera)          | D     | Jean-Yves M'voto     |
| 5  | Irlanda del Nord (bandiera) | D     | Callum Morris        |
| 6  | Scozia (bandiera)           | D     | Lee Ashcroft         |
| 7  | Inghilterra (bandiera)      | C     | Kallum Higginbotham  |
| 8  | Inghilterra (bandiera)      | C     | Nathaniel Wedderburn |
| 9  | Scozia (bandiera)           | A     | Declan McManus       |
| 10 | Scozia (bandiera)           | A     | Nicky Clark          |
| 11 | Inghilterra (bandiera)      | C     | Joe Cardle           |
| 13 | Scozia (bandiera)           | D     | Aaron Splaine        |

| N. |                             | Ruolo | Calciatore     |
| -- | --------------------------- | ----- | -------------- |
| 14 | Inghilterra (bandiera)      | D     | Jason Talbot   |
| 15 | Scozia (bandiera)           | C     | Michael Paton  |
| 16 | Scozia (bandiera)           | A     | Andy Ryan      |
| 17 | Canada (bandiera)           | C     | Fraser Aird    |
| 19 | Scozia (bandiera)           | C     | Scott Lochhead |
| 20 | Scozia (bandiera)           | P     | Cammy Gill     |
| 23 | Scozia (bandiera)           | A     | Callum Smith   |
| 25 | Inghilterra (bandiera)      | P     | Lee Robinson   |
| 26 | Inghilterra (bandiera)      | C     | James Vincent  |
| 27 | Irlanda del Nord (bandiera) | C     | Dean Shiels    |
| 28 | Inghilterra (bandiera)      | C     | James Craigen  |
| 31 | Australia (bandiera)        | C     | Tom Beadling   |

### Rosa 2016-2017
| N. |                        | Ruolo | Calciatore           |
| -- | ---------------------- | ----- | -------------------- |
| 1  | Scozia (bandiera)      | P     | Sean Murdoch         |
| 2  | Scozia (bandiera)      | D     | Ryan Williamson      |
| 3  | Inghilterra (bandiera) | D     | Jason Talbot         |
| 4  | Scozia (bandiera)      | D     | Lewis Martin         |
| 5  | Scozia (bandiera)      | D     | Callum Fordyce       |
| 6  | Scozia (bandiera)      | C     | Andy Geggan          |
| 7  | Scozia (bandiera)      | C     | Michael Paton        |
| 8  | Scozia (bandiera)      | C     | Nathaniel Wedderburn |
| 9  | Scozia (bandiera)      | A     | Michael Moffat       |
| 10 | Scozia (bandiera)      | A     | David Hopkirk        |
| 11 | Inghilterra (bandiera) | C     | Joe Cardle           |

| N. |                        | Ruolo | Calciatore           |
| -- | ---------------------- | ----- | -------------------- |
| 12 | Scozia (bandiera)      | D     | Lee Ashcroft         |
| 14 | Scozia (bandiera)      | D     | Ben Richards-Everton |
| 16 | Scozia (bandiera)      | C     | Rhys McCabe          |
| 17 | Scozia (bandiera)      | A     | Gavin Reilly         |
| 18 | Scozia (bandiera)      | C     | Paul McMullan        |
| 19 | Scozia (bandiera)      | D     | Euan Spark           |
| 20 | Inghilterra (bandiera) | C     | Kallum Higginbotham  |
| 21 | Scozia (bandiera)      | C     | John Herron          |
| 37 | Scozia (bandiera)      | A     | Nicky Clark          |
| 43 | Scozia (bandiera)      | P     | David Hutton         |
| 48 | Marocco (bandiera)     | A     | Farid El Alagui      |

### Rosa 2010-2011
| N. |                        | Ruolo | Calciatore    |
| -- | ---------------------- | ----- | ------------- |
|    | Scozia (bandiera)      | P     | Kyle Allison  |
|    | Scozia (bandiera)      | P     | Greg Paterson |
|    | Scozia (bandiera)      | P     | Chris Smith   |
|    | Scozia (bandiera)      | D     | Andy Dowie    |
|    | Scozia (bandiera)      | D     | Chris Higgins |
|    | Scozia (bandiera)      | D     | Alex Keddie   |
|    | Scozia (bandiera)      | D     | Austin McCann |
|    | Scozia (bandiera)      | D     | Neil McGregor |
|    | Scozia (bandiera)      | D     | Jack Ross     |
|    | Inghilterra (bandiera) | D     | Calum Woods   |
|    | Scozia (bandiera)      | C     | Steven Bell   |
|    | Scozia (bandiera)      | C     | Alex Burke    |

| N. |                             | Ruolo | Calciatore       |
| -- | --------------------------- | ----- | ---------------- |
|    | Inghilterra (bandiera)      | C     | Joe Cardle       |
|    | Scozia (bandiera)           | C     | Gary Mason       |
|    | Scozia (bandiera)           | C     | Willie Gibson    |
|    | Scozia (bandiera)           | C     | Nick Phinn       |
|    | Scozia (bandiera)           | C     | Ryan Thomson     |
|    | Scozia (bandiera)           | C     | Paul Willis      |
|    | Scozia (bandiera)           | A     | Pat Clarke       |
|    | Scozia (bandiera)           | A     | David Graham     |
|    | Irlanda del Nord (bandiera) | A     | Andy Kirk        |
|    | Scozia (bandiera)           | A     | Steven McDougall |
|    | Scozia (bandiera)           | A     | Jim McIntyre     |
|    | Scozia (bandiera)           | A     | Jordan White     |